# Кетлин Квинлан
Кетлин Дениз Квинлан (енгл. Kathleen Denise Quinlan; Пасадина, 19. новембар 1954) америчка је филмска и ТВ глумица. Номинована је за Оскара.
Кетлин Квинлан се заинтересовала за глуму током школских дана, наступајући у школској позоришној групи. На филму је дебитовала 1972. године у тинејџерској комедији Џорџа Лукаса Амерички графити, његовом носталгичном погледу на ране 1960-их. Затим је Квинлан много глумила на телевизији, а појавила се и на великом платну, глумећи у филмовима као што су Аеродром '77 (1977), за који је била номинована за „Златни глобус”, Зона сумрака (1983), „Кларино срце” (1988), Дорси (1991), Коначни хоризонт (1997) и нешто мање познатих филмова.
Велики успех у њеној филмској каријери била је улога Мерилин Ловел, супруге астронаута Џејмса Ловела, у драми Рона Хауарда Аполо 13 (1995), за коју је глумица по други пут номинована за Златни глобус, а такође је добила и номинацију за Оскара у категорији најбоља споредна глумица. Квинлан је 2000-их глумила у филмовима Брда имају очи (2006), Издаја (2007), Како украсти младу (2008) и у ТВ серијама Доктор Хаус, Бекство из затвора и Гли.